# Leone Pelloux
Leone Pelloux (La Roche-sur-Foron, 15 ottobre 1837 – Torino, 30 luglio 1907) è stato un generale e politico italiano.

## Biografia
Leone Pelloux nacque a La Roche-sur-Foron in Savoia il 15 ottobre 1837 da Giuseppe Francesco Pelloux e da Virginia Laphin, entrambi esponenti dell'aristocrazia locale. Egli era inoltre fratello del più celebre Luigi Pelloux, senatore.
Intrapresa ancora giovane la carriera delle armi, entrò nell'accademia militare dal 20 agosto 1851 specializzandosi in artiglieria e prese parte dal 1859 alla Seconda guerra d'indipendenza italiana con le battaglie in Lombardia per poi passare alla campagna di Ancona (Assedio di Ancona) e dell'Italia meridionale (Assedio di Gaeta) tra il 1860 ed il 1861. Prese parte infine alla Terza guerra d'indipendenza nel 1866. Nel 1878, il 28 febbraio, venne nominato Colonnello d'esercito e fu poi Maggiore generale dal 5 aprile 1885 e comandante della Scuola d'applicazione d'artiglieria e genio (13 marzo 1887). Nominato Tenente generale (19 aprile 1891, dal 25 ottobre 1896 venne nominato senatore del Regno e comandante generale delle truppe alpine.
Nella sua attività come politico divenne membro della commissione per l'esame dei disegni di legge "Riscatto delle strade ferrate meridionali e liquidazione della gestione della rete Adriatica" e "Accordi per la liquidazione della gestione della rete Mediterranea" (9 luglio 1906) nonché membro della Commissione per l'esame del disegno di legge "Onoranze a Giuseppe Garibaldi nel centenario della sua nascita" (10 giugno 1907).
Morì a Torino il 30 luglio 1907.